# Liste der Kompositionen von Hans Pfitzner
Dieser Artikel umfasst die wichtigsten musikalischen Werke von Hans Erich Pfitzner (* 5. Mai 1869 in Moskau; † 22. Mai 1949 in Salzburg).

## Bühnenwerke

### Opern
- Der arme Heinrich (WoO 15; 1891–1893)[Verlag 1]. Musikdrama in 3 Akten (Paul Nikolaus Cossmann gewidmet). Libretto: James Grun (1868–1928) (nach der Verserzählung von Hartmann von Aue). UA 2. April 1895 Mainz (Stadttheater; Dirigent: Hans Pfitzner; mit Bruno Heydrich [Heinrich])
- Die Rose vom Liebesgarten (WoO 16; 1897–1900)[Verlag 1]. Romantische Oper in einem Vorspiel, 2 Akten und einem Nachspiel (Ernst Kraus gewidmet). Libretto: James Grun. UA 9. November 1901 Elberfeld (Stadttheater; Dirigent: Hans Pfitzner)
- Das Christ-Elflein (op. 20)[Verlag 2]

- Weihnachtsmärchen (1906; Willy Levin [1860–1926] gewidmet). Libretto: Ilse von Stach. UA 11. Dezember 1906 München (Hofoper; Dirigent: Felix Mottl)
- Spieloper in 2 Akten (1917). Libretto: Ilse von Stach und Hans Pfitzner. UA 11. Dezember 1917 Dresden (Hofoper; Dirigent: Fritz Reiner; mit Grete Merrem-Nikisch [Elflein]), Elisabeth Rethberg [Christkind], Georg Zottmayr [Tannengreis], Richard Tauber [Frieder], Ludwig Ermold [Knecht Ruprecht]

- (Revidierte Fassung 1944?)

- Palestrina (WoO 17; 1909–1915)[Verlag 3]. Musikalische Legende in 3 Akten (1949 den Wiener Philharmonikern gewidmet). Libretto: Hans Pfitzner. UA 12. Juni 1917 München (Prinzregententheater; Regie: Hans Pfitzner; Dirigent: Bruno Walter; mit Paul Bender [Pius IV.], Friedrich Brodersen [Morone, Vierter Meister], Paul Kuhn [Novagerio], Fritz Feinhals [Borromeo], Karl Erb [Palestrina], Maria Ivogün [Ighino], Emmy Krüger [Silla])
- Das Herz (op. 39; 1930/31)[Verlag 2]. Drama für Musik in 3 Akten (4 Bildern). Libretto: Hans Mahner-Mons (1883–1956). UA 12. November 1931 Berlin (Staatsoper; Dirigent: Wilhelm Furtwängler; mit Otto Helgers [Herzog], Margarete Klose [Herzogin], Fritz Soot [Geheimrat Modiger], Delia Reinhardt [Helge von Ladenheim], Walter Großmann [Dr. Anasathasius], Charles Kullmann [junger Kavalier]) und München (Nationaltheater; Dirigent: Hans Knappertsbusch; mit Paul Bender [Herzog], Luise Willer [Herzogin], Fritz Krauss [Geheimrat Modiger], Felicie Hüni-Mihacsek [Helge von Ladenheim], Heinrich Rehkemper [Dr. Anathasius], Julius Patzak [junger Kavalier]).

### Schauspielmusik
- Musik zu Das Fest auf Solhaug von Henrik Ibsen (WoO 18; 1889/90; den Eltern gewidmet)[Verlag 1]. UA 28. November 1895 Mainz
- Musik zu Das Käthchen von Heilbronn von Heinrich von Kleist (op. 17; 1905; Widmung: Dem unvergänglichen Dichter als geringe Huldigung)[Verlag 4]. UA (Ouvertüre): 19. Oktober 1905 Berlin (Deutsches Theater; Regie: Max Reinhardt; weitere Nummern wurden sukzessive in die Inszenierung aufgenommen)
- Gesang der Barden (WoO 19; 1906)[Verlag 2] aus Die Hermannsschlacht von Heinrich von Kleist, für Männerchor, 6 Hörner, 4 Violen und 4 Violoncelli

## Vokalkompositionen

### Klavierlieder
- Sechs Jugendlieder (1884–1887)[Verlag 4] für hohe Singstimme und Klavier (Gisela Derpsch gewidmet). Texte: Julius Sturm, Mary Graf-Bartholomew (1832–1869), Ludwig Uhland, Oskar von Redwitz, Eduard Mörike, Robert Reinick
- Sieben Lieder (op. 2; 1888/89)[Verlag 1] für Singstimme und Klavier (Helene Lieban-Globig gewidmet). Texte: Richard von Volkmann, Hermann Lingg, Anonymus, Adolf Böttger, Alexander Kaufmann. UA (Nr. 2) 31. Mai 1889 Frankfurt am Main; (Nr. 4) 7. März 1890 Frankfurt am Main
- Drei Lieder (op. 3; 1888/89)[Verlag 5] für mittlere Singstimme und Klavier (Mathilde von Erlanger gewidmet). Texte: Friedrich Rückert, Friedrich von Sallet, Emanuel Geibel
- Vier Lieder (op. 4; 1888/89)[Verlag 5] für mittlere Singstimme und Klavier (Mathilde von Erlanger gewidmet). Texte: Heinrich Heine, aus: Nachgelesene Gedichte (1812–1827)
- Drei Lieder (op. 5; 1888/89)[Verlag 2] für Sopran und Klavier (Herrn und Frau Ravenstein gewidmet). Texte: James Grun (1868–1928), Joseph von Eichendorff
- Sechs Lieder (op. 6; 1888/89)[Verlag 2] für hohen Bariton und Klavier (in memoriam Georg Heine). Texte: Anonymus, Heinrich Heine, James Grun, Paul Nikolaus Cossmann (1869–1942). UA (Nr. 1) 7. März 1890 Frankfurt am Main
- Fünf Lieder (op. 7; 1888–1900)[Verlag 4] für Singstimme und Klavier (Max Steinitzer [1864–1936] gewidmet). Texte: Wolfgang Müller von Königswinter, Joseph von Eichendorff, Paul Heyse, James Grun
- Fünf Lieder (op. 9; 1894/95)[Verlag 1] für Singstimme und Klavier (Anton Sistermans [1865–1926] gewidmet). Texte: Joseph von Eichendorff. UA 15. Mai 1896 Frankfurt am Main
- Drei Lieder (op. 10; 1901)[Verlag 1] für mittlere Singstimme und Klavier (1889–1901; Egon von Niederhöffer [1860–1927?] gewidmet). Texte: Detlev von Liliencron, Joseph von Eichendorff
- Fünf Lieder (op. 11; 1901)[Verlag 1] für Singstimme und Klavier (Widmungsträger: Mimi Pfitzner, Ilse von Stach, Ernst Kraus, Grete Kraus, Emilie Herzog). Texte: Friedrich Hebbel, Ludwig Jacobowski, Joseph von Eichendorff, Richard Dehmel, Carl Hermann Busse. UA (Nr. 1–4) 1901 München, (Nr. 5) 18. Dezember 1901 Berlin
- Untreu und Trost (1903)[Verlag 1] für mittlere Singstimme und Klavier. Text: Anonymus
- Vier Lieder (op. 15; 1904)[Verlag 1] für Singstimme und Klavier (Widmungsträger: Willy Levin [?–1926] [1], Hermann Gausche [2], Johanna Knüpfer-Egli [3, 4]). Texte: Carl Hermann Busse, Joseph von Eichendorff, Ilse von Stach
- An den Mond (op. 18; 1906)[Verlag 1] für Singstimme und Klavier. Text: Johann Wolfgang von Goethe
- Zwei Lieder (op. 19; 1905)[Verlag 1] für mittlere Singstimme und Klavier (Ottilie Metzger-Froitzheim gewidmet). Texte: Carl Hermann Busse
- Zwei Lieder (op. 21; 1907)[Verlag 6] für hohe Singstimme und Klavier (Widmungsträger: Grete Eloesser, Natalie Levin). Texte: Friedrich Hebbel, Joseph von Eichendorff
- Fünf Lieder (op. 22; 1907)[Verlag 1] für Singstimme und Klavier (Widmungsträger: Johannes Messchaert [1, 2], Rudolf Moest [1872–1919] [3], Fritz Feinhals [4], Helene Staegemann [1877–1923] [5]). Texte: Joseph von Eichendorff, Adelbert von Chamisso, Gottfried August Bürger
- Vier Lieder (op. 24; 1909)[Verlag 1] für Singstimme und Klavier (Arthur Eloesser gewidmet). Texte: Walther von der Vogelweide, Francesco Petrarca (deutsch von Karl August Förster), Friedrich Lienhard
- Fünf Lieder (op. 26; 1916)[Verlag 1] für Singstimme und Klavier (Mientje Lamprecht van Lammen gewidmet). Texte: Friedrich Hebbel, Joseph von Eichendorff, Gottfried August Bürger, Johann Wolfgang von Goethe. UA 10. November 1916 Straßburg
- Vier Lieder (op. 29; 1921)[Verlag 2] für Singstimme und Klavier (Widmungsträger: Mimi Pfitzner [1879–1926], Paul Pfitzner [1903–1936], Peter Pfitzner [1906–1944], Agnes Pfitzner [1908–1939]). Texte: Friedrich Hölderlin, Friedrich Rückert, Johann Wolfgang von Goethe, Richard Dehmel
- Vier Lieder (op. 30; 1922)[Verlag 2] für Singstimme und Klavier (Fritz Mayer gewidmet). Texte: Nikolaus Lenau, Eduard Mörike, Richard Dehmel
- Vier Lieder (op. 32; 1923)[Verlag 2] für Singstimme (Bariton oder Bass) und Klavier (Widmungsträger: Paul Bender [1875–1947] [1, 2], Heinrich Rehkemper [3, 4]). Texte: Conrad Ferdinand Meyer. UA 7. September 1923 München
- Alte Weisen (op. 33; 1923)[Verlag 2] für Singstimme und Klavier (Karl Erb und Maria Ivogün gewidmet). Texte: Gottfried Keller. UA 3. Oktober 1923 München
- Sechs Liebeslieder (op. 35; 1924)[Verlag 2] für Frauenstimme und Klavier. Texte: Ricarda Huch. UA 14. Dezember 1924 Berlin
- Sechs Lieder (op. 40; 1931)[Verlag 7] für mittlere Singstimme und Klavier. Texte: Ludwig Jacobowski, Adolf Bartels, Ricarda Huch, Martin Greif, Johann Wolfgang von Goethe, Joseph von Eichendorff. UA 15. Februar 1932 München
- Drei Sonette (op. 41; 1931)[Verlag 7] für Männerstimme und Klavier. Texte: Francesco Petrarca (deutsch von Gottfried August Bürger), Joseph von Eichendorff. UA 15. Februar 1932 München

### Orchestrierte Klavierlieder
- Ist der Himmel darum im Lenz so blau (op. 2,2)[Verlag 1]. Text: Richard von Volkmann
- Ich hör ein Vöglein locken (op. 2,5)[Verlag 1]. Text: Adolf Böttger
- Immer leiser wird mein Schlummer (op. 2,6)[Verlag 1]. Text: Hermann Lingg
- Verrat (op. 2,7)[Verlag 1]. Text: Alexander Kaufmann
- Herbstlied (op. 3,2)[Verlag 5]. Text: Friedrich von Sallet
- Mein Herz ist wie die dunkle Nacht (op. 3,3)[Verlag 5]. Text: Emanuel Geibel
- Es glänzt so schön die sinkende Sonne (op. 4,1)[Verlag 5]. Text: Heinrich Heine
- Sie haben heut abend Gesellschaft (op. 4,2)[Verlag 5]. Text: Heinrich Heine
- Es fällt ein Stern herunter (op. 4,3)[Verlag 5]. Text: Heinrich Heine
- Es faßt mich wieder der alte Mut (op. 4,4)[Verlag 5]. Text: Heinrich Heine
- Frieden (op. 5,1)[Verlag 2]. Text: James Grun
- Über ein Stündlein (op. 7,3)[Verlag 4]. Text: Paul Heyse
- Venus mater (op. 11,4)[Verlag 1]. Text: Richard Dehmel
- Gretel (op. 11,5)[Verlag 1]. Text: Carl Hermann Busse
- Untreu und Trost[Verlag 1]. Text: Anonymus
- Zorn (op. 15,2)[Verlag 1]. Text: Joseph von Eichendorff
- An die Mark (op. 15,3)[Verlag 1]. Text: Ilse von Stach
- Sonst (op. 15,4)[Verlag 1]. Text: Joseph von Eichendorff
- An den Mond (op. 18)[Verlag 1]. Text: Johann Wolfgang von Goethe
- Unter der Linden (op. 24,1)[Verlag 1]. Text: Walther von der Vogelweide
- Nachts (op. 26,2)[Verlag 1]. Text: Joseph von Eichendorff
- Trauerstille (op. 26,4)[Verlag 1]. Text: Gottfried August Bürger
- Willkommen und Abschied (op. 29,3)[Verlag 2]. Text: Johann Wolfgang von Goethe
- Wanderers Nachtlied („Der du von den Himmeln bist“; op. 40,5)[Verlag 7]. Text: Johann Wolfgang von Goethe
- Der Weckruf (op. 40,6; mit Chorstimmen)[Verlag 7]. Text: Joseph von Eichendorff

### Orchesterlieder
- Herr Oluf (op. 12; 1891)[Verlag 8]. Ballade für Bariton und Orchester (Karl Scheidemantel gewidmet). Text: Johann Gottfried Herder. UA 4. Mai 1893 Berlin
- Die Heinzelmännchen (op. 14; 1902/03)[Verlag 1] für tiefen Bass und Orchester (Paul Knüpfer gewidmet). Text: August Kopisch. UA 1. Juni 1904 Frankfurt am Main
- Lethe (op. 37; 1926)[Verlag 2] für Bariton und Orchester. Text: Conrad Ferdinand Meyer (1860). UA 14. Dezember 1926 München (Erik Wildhagen [1894–1966] [Bariton]; Münchner Philharmoniker, Dirigent: Hans Pfitzner)

### Werke mit Chor
- Der Blumen Rache (1888)[Verlag 4] für Alt-Solo, Frauenchor und Orchester. Text: Ferdinand Freiligrath (1838). UA 6. Dezember 1911 Straßburg
- Rundgesang zum Neujahrsfest 1901 (1900)[Verlag 1] für Bariton, gemischten Chor und Klavier. Text: Ernst von Wolzogen
- Columbus (op. 16; 1905)[Verlag 4] für 8-stimmigen gemischten Chor a cappella (zum 100. Todestag von Friedrich Schiller). Text: Friedrich Schiller. UA 6. Dezember 1911 Straßburg
- Gesang der Barden (1906) aus Kleists Hermannsschlacht: siehe unter Schauspielmusik
- Zwei deutsche Gesänge (op. 25; 1915/16)[Verlag 1] für Bariton, Männerchor (ad libitum) und Orchester (Alfred von Tirpitz gewidmet). Texte: August Kopisch, Joseph von Eichendorff

1. Der Trompeter (Kopisch). UA 14. März 1916 Straßburg – 2. Klage (Eichendorff). UA 22. März 1915 München
- Von deutscher Seele. Eine romantische Kantate (op. 28; 1921)[Verlag 9] für Solostimmen, Chor, Orchester und Orgel (Dem Andenken meiner lieben Schwägerin Eva Kwast gewidmet). Texte: Joseph von Eichendorff. UA 27. Januar 1922 Berlin (Dirigent: Selmar Meyrowitz)
- Das dunkle Reich (op. 38; 1929/30)[Verlag 1]. Chorphantasie mit Orchester, Orgel, Sopran- und Baritonsolo. Texte: Michelangelo, Johann Wolfgang von Goethe, Conrad Ferdinand Meyer, Richard Dehmel. UA 21. Oktober 1930 Köln
- Der Weckruf (op. 40,6): siehe unter Orchestrierte Klavierlieder
- Fons salutifer (op. 48; 1941)[Verlag 10] für Chor, Orchester und Orgel. Text: Erwin Guido Kolbenheyer, Fons Carolinus (aus: Kämpfender Quell, 1929). UA 30. April (1. Mai?) 1942 Karlsbad
- Zwei Männerchöre (op. 49; 1941)[Verlag 10] mit Flöte, Horn und Sopran-Solo (dem Kölner Männer-Gesang-Verein gewidmet). Texte: Hans Franck, Ludwig Uhland. UA 26. April 1942 Köln

1. Wir gehn dahin (Franck) – 2. Das Schifflein (Uhland)
- Drei Gesänge (op. 53; 1944)[Verlag 10] für Männerchor und kleines Orchester. Texte: Werner Hundertmark (aus: Und als durch Korn und Mohn die Sense strich. Gedichte. Hamburg [Hans Dulk] 1943). UA 1944 Wien

1. Seliger Sommer – 2. Wandlung – 3. Soldatenlied
- Urworte. Orphisch (op. 57; 1948/49)[Verlag 10]. Kantate für Solostimmen, Chor, Orchester und Orgel (Fragment, ergänzt von Robert Rehan; Erstausgabe 1952). Texte: Johann Wolfgang von Goethe. UA 17. Juli 1952 München (Kongresssaal des Deutschen Museums; Clara Ebers [Sopran], Gertrude Pitzinger [Alt], Walter Ludwig [Tenor], Hans Hotter [Bass]; Chor und Symphonieorchester des Bayerischen Rundfunks, Dirigent: Eugen Jochum)

## Orchesterwerke
- Scherzo c-Moll (1887; den Berliner Philharmonikern gewidmet)[Verlag 1]. UA 23. Juni 1888 Frankfurt am Main
- Cellokonzert a-Moll [Nr. 1], op. posth. (1888)[Verlag 3]. UA 1977 Würzburg, Solistin: Esther Nyffenegger, Dirigent: Hermann Dechant. Das mit schwer spielbarer Orchesterbesetzung (drei Trompeten) zuvor nicht aufgeführte Werk, das Pfitzner für einen befreundeten Cellisten komponiert hatte, wurde von dem Würzburger Musikwissenschaftler Wolfgang Osthoff in der Wiener Musikbibliothek erst wiederentdeckt.[2]
- Klavierkonzert Es-Dur (op. 31; 1922; Fritz Busch gewidmet)[Verlag 2]. UA 16. März 1923 Dresden (Walter Gieseking [Klavier]; Dirigent: Fritz Busch)
- Violinkonzert h-Moll (op. 34; 1923; Alma Moodie gewidmet)[Verlag 2]. UA 4. Juni 1924 Nürnberg (Alma Moodie [Violine]; Dirigent: Hans Pfitzner)
- Sinfonie cis-Moll [Nr. 1] (op. 36a; 1932; Bearbeitung des Streichquartetts cis-Moll op. 36)[Verlag 2]. UA 23. März 1933 München (Tonhalle; Münchner Philharmoniker, Dirigent: Hans Pfitzner)
- Cellokonzert G-Dur [Nr. 2] (op. 42; 1935; Gaspar Cassadó gewidmet)[Verlag 3]. UA 27. September 1942 Frankfurt am Main
- Duo für Violine, Violoncello und kleines Orchester (op. 43; 1937; Max Strub und Ludwig Hoelscher gewidmet)[Verlag 9]. UA 3. Dezember 1937 Frankfurt am Main
- Kleine Sinfonie G-Dur [Nr. 2] (op. 44; 1939)[Verlag 1]. UA 17. November 1939 Berlin
- Elegie und Reigen (op. 45; 1940)[Verlag 9]. UA 29. April 1941 Salzburg
- Sinfonie C-Dur [Nr. 3] (op. 46; 1940; Widmung: An die Freunde)[Verlag 10]. UA 11. Oktober 1940 Frankfurt am Main
- Cellokonzert a-Moll [Nr. 3] (op. 52; 1944; Ludwig Hoelscher gewidmet)[Verlag 10]. UA 23. März 1944 Solingen
- Krakauer Begrüßung (op. 54; 1944; Hans Frank gewidmet). UA 2.(1.?) Dezember 1944 Krakau („Philharmonie des Generalgouvernements“, Dirigent: Hans Swarowsky)
- Fantasie a-Moll (op. 56; 1947; Rolf Agop gewidmet)[Verlag 1]. UA 23. April 1947 Nürnberg

## Kammermusik
- Klaviertrio B-Dur (1886, ergänzt von Gerhard Frommel, hg. von Hans Rectanus)[Verlag 3]
- Streichquartett  d-Moll [Nr. 1] (1886, hg. von Hans Rectanus)[Verlag 11]
- Sonate fis-Moll („Das Lied soll schauern und beben…“; op. 1; 1890)[Verlag 12] für Violoncello und Klavier (Heinrich Kiefer gewidmet). UA 21. Januar 1891 Frankfurt am Main (Saal der Loge Carl; Heinrich Kiefer [Violoncello], Hans Pfitzner [Klavier]). – Werkeinführung[3]
- Klaviertrio F-Dur (op. 8; 1895/96; Alexander Friedrich von Hessen [1863–1945] gewidmet)[Verlag 13]. UA 14. Dezember 1896 Frankfurt am Main (Alfred Heß [1868–1927] [Violine], Friedrich Heß [1863–?] [Violoncello], James Kwast [Klavier]). – Werkeinführung: [4]
- Streichquartett D-Dur [Nr. 2]  (op. 13; 1902/03; Alma Mahler gewidmet)[Verlag 1]. UA 13. Januar 1903 Wien
- Klavierquintett C-Dur (op. 23; 1908; Bruno Walter gewidmet)[Verlag 7]. UA 17. November 1908 Berlin
- Sonate e-Moll (op. 27; 1918)[Verlag 7] für Violine und Klavier (der Königlich Schwedischen Musikakademie gewidmet). UA 25. September 1918 München (Hotel Vier Jahreszeiten, anlässlich der Gründung des Hans-Pfitzner-Vereins; Felix Berber [1871–1930] [Violine], Hans Pfitzner [Klavier]). – Werkeinführung: [5]
- Streichquartett cis-Moll [Nr. 3] (op. 36; 1925; Max von Schillings gewidmet)[Verlag 2]. UA 6. November 1925 Berlin
- Streichquartett c-Moll [Nr. 4] (op. 50; 1942; Max Strub gewidmet)[Verlag 10]. UA 5. Juni 1942 Berlin
- Unorthographisches Fugato (1943) für Streichquartett
- Sextett g-Moll (op. 55; 1945)[Verlag 10] für Klarinette, Violine, Viola, Violoncello, Kontrabass und Klavier. UA 19. April 1946 Berlin

## Klaviermusik
- Konzertwalzer a-Moll (1892; verschollen)
- Fünf Stücke für Klavier (op. 47; 1941; Walter Gieseking gewidmet)[Verlag 10]. UA 1941 Berlin

1. Letztes Aufbäumen – 2. Ausgelassenheit – 3. Hieroglyphe – 4. Zerrissenheit – 5. Melodie
- Sechs Studien für das Pianoforte (op. 51; 1943; Friedrich Wührer gewidmet)[Verlag 10]. UA 10. März 1943 Wien

## Verlage
1. 1 2 3 4 5 6 7 8 9 10 11 12 13 14 15 16 17 18 19 20 21 22 23 24 25 26 27 28 29 30 31 32 33 34 35 36  
Max Brockhaus, jetzt bei Bärenreiter-Verlag
2. 1 2 3 4 5 6 7 8 9 10 11 12 13 14 15 16 17  
Fürstner, jetzt bei Schott Music
3. 1 2 3 4  
Schott Music mit Musikverlagen Fürstner und Johannes Oertel
4. 1 2 3 4 5 6  
Ries & Erler mit Musikverlag F. E. C. Leuckart
5. 1 2 3 4 5 6 7 8  
Tischer & Jagenberg, teilweise vom Theater-Verlag Eirich übernommen
6. ↑  
C. F. Kahnt, jetzt bei Edition Peters
7. 1 2 3 4 5 6  
Edition Peters mit Musikverlag C. F. Kahnt
8. ↑  
Bote & Bock, jetzt bei Boosey & Hawkes
9. 1 2 3  
F. E. C. Leuckart, jetzt bei Ries & Erler
10. 1 2 3 4 5 6 7 8 9 10  
Johannes Oertel, jetzt bei Schott Music
11. ↑  
Bärenreiter-Verlag mit Musikverlag Max Brockhaus
12. ↑  
Breitkopf & Härtel
13. ↑  
Simrock/Benjamin, jetzt bei Boosey & Hawkes